# La hermosa mentira
La hermosa mentira es una película de Argentina en colores por Ferraniacolor dirigida por Julio Saraceni según el guion de Abel Santa Cruz sobre su propia obra teatral Las mariposas no cumplen años, que se estrenó el 20 de marzo de 1958 y que tuvo como protagonistas a Lolita Torres, José Cibrián, Luis Dávila y Héctor Calcaño. Otto Werber diseñó la coreografía pero al no figurar en los créditos recibió una indemnización de la productora..

## Sinopsis
Un solterón donjuán y millonario le hace creer a una joven huérfana que es su padre y la lleva a su mansión.

## Reparto
- Lolita Torres....Angelita
- José Cibrián....Daniel Terrera
- Luis Dávila....Pedro / César María
- Héctor Calcaño....Aristóbulo / Carlos
- Josefa Goldar....Madre Superiora
- Alejandro Maximino....Padre Gerónimo
- Alba Castellanos....Gladys / Carmen
- Aurelia Ferrer....Paula / María
- María Antonia Tejedor....Hermana Piedad
- María Armand....exmujer de Aristóbulo / Julia
- Pascual Nacaratti....Antonio, el jardinero
- Rafael Diserio
- Pedro Martínez....el ladrón
- Lucio Devel...psiquiatra
- María Esther Corán....monja
- Dora Baret...extra (espectadora)
- Mirtha Navedo
- Norma Eusebio
- Aldo Cardel
- Norah Lacabanne

## Comentarios
La crónica de La Nación dijo:

"Entendemos que la Torres ya no tiene edad para hacer de adolescente aniñada, y que una mayor economía en la gesticulación favorecería indudablemente su no muy brillante fotogenia."

Para Manrupe y Portela la película es una:

"Insufrible y mojigata repetición de otros títulos de la estrella"